# Sean Dempsey
Sean Dempsey est un animateur et réalisateur américain.

## Filmographie

### Animateur
- 1986 : Fievel et le Nouveau Monde
- 1988 : Le Petit Dinosaure et la Vallée des merveilles
- 1989 : Charlie
- 1991 : Rock-o-rico
- 1994 : Poucelina
- 1994 : Le Lutin magique
- 1994 : Richard au pays des livres magiques
- 1994-1996 : Duckman: Private Dick/Family Man (26 épisodes)
- 1998 : Les Razmoket, le film
- 1999-2011 : Bob l'éponge (25 épisodes)

### Réalisateur
- 2004 : Danny Fantôme (1 épisode)